# جيمي روبن
جيمي روبن (بالإنجليزية: Jamie Reuben)‏ هو خبير مالي بريطاني، ولد في 1986.